# بونة كنار (مقاطعة فريدونكنار)
بونة كنار (بالفارسية: بنه کنار) هي مستوطنة تقع في مازندران في إيران. يقدر عدد سكانها بـ 1,233 نسمة .